# Cárcel La Picota
El Complejo Carcelario y Penitenciario Metropolitano de Bogotá - 'La Picota' es un centro penitenciario localizado al sur oriente de la ciudad de Bogotá, capital de Colombia. Actualmente se encuentra en un proceso de ampliación para albergar a más de 4,000 internos condenados.
Alrededor del penal se encuentra un populoso barrio llamado La Picota, que está en la localidad de Rafael Uribe Uribe, muy cerca de la localidad de Usme y a algunos metros de la troncal de TransMilenio de la Avenida Caracas. En frente a la prisión, al costado occidental de la Caracas, se encuentra la escuela de Artillería del Ejército Nacional de Colombia.

La cárcel de La Picota es uno de los centros penitenciarios más célebres de Colombia.
Durante los últimos setenta años sus celdas han sido lugar de reclusión de peligrosos narcotraficantes, guerrilleros, paramilitares, delincuentes comunes y también de inocentes que terminaron en problemas con la justicia sin haber quebrantado la ley. Bajo sus murales fueron construidas decenas de míticos túneles para fugas frustradas y exitosas. Miles de personas vivieron en el lugar y muchas murieron con el sueño de salir algún día de allí.
Revista Semana.

## Presos notables
Entre los presos que han pasado por La Picota se destacan:
- Álvaro Cruz, gobernador de Cundinamarca.[3]
- Andrés Leonardo Achipiz, asesino a sueldo.
- Bernardo ‘El Ñoño’ Elías, senador de Colombia.[4]
- Camilo Torres Martínez, alias ‘Fritanga’, líder de Los Urabeños.[5]
- Carlos Pizarro Leongómez, comandante en jefe del M-19.
- Carlos Toledo Plata, cofundador del M-19.[6]
- David Murcia Guzmán, creador de la pirámide DMG.[7]
- Emilio Tapia, abogado involucrado en el Carrusel de la contratación.[8]
- Fredy Armando Valencia, violador y asesino en serie.
- Iván Marino Ospina, cofundador del M-19.[6]
- Iván Moreno Rojas, senador de Colombia.[9]
- Jesús Santrich, comandante de las FARC-EP.[10]
- José Santacruz Londoño, cofundador del Cartel de Cali.
- Kiko Gómez, gobernador de La Guajira.[11]
- Mario Alberto Castaño, senador de Colombia.
- Mario Uribe, senador de Colombia.[12]
- Musa Besayle, senador de Colombia.[4]
- Odín Sánchez, representante a la cámara de Colombia.[13]
- Otto Bula, senador de Colombia.[4]
- Washington Prado Álava, narcotraficante ecuatoriano.